# Boris Kamkov
Boris Davydovitch Kamkov (en russe : Борис Давидович Камков), né le 3 juin 1885 à Cobîlea et mort fusillé le 29 août 1938 sur le Polygone de Boutovo, est un communiste russe puis soviétique, membre de l'Opposition ouvrière au sein du Parti bolchevique.

## Biographie
Fils d'un médecin juif, de son vrai nom Boris Katz, il est né en 1885 dans le district de Soroksky et dans la province de Bessarabie dans l'Empire russe.
Il participe au mouvement révolutionnaire à Chișinău et à Odessa. Arrêté en 1904 en tant que membre de l'organisation militante des socialistes-révolutionnaires il est déporté en 1905 dans la région de Turukhansk. En 1907 il fuit à l'étranger où il collabore avec la presse des émigrés russes. Diplômé de l'Université de Heidelberg en 1911 il devient avocat. Pendant la Première Guerre mondiale il est membre du comité de rédaction du journal anti-guerre Zhizn. Il participe à la Conférence de Zimmerwald en 1915. En 1915 il est l'un des fondateurs du "Comité d'assistance aux prisonniers de guerre russes".
De retour en Russie après la révolution de Février, il est élu au conseil de Petrograd du Parti socialiste révolutionnaire. Lors de la 2e Conférence de Petrograd il est co-rapporteur sur la guerre. Le 3 mai 1917 il s'oppose à l'entrée des socialistes-révolutionnaires dans le gouvernement provisoire. Au congrès des Soviets de juin 1917 il est élu au Comité exécutif central et travaille au département agraire. En 1918, il participe à la dispersion de l'Assemblée constituante et au IIIe Congrès des Soviets et participe à la rédaction d'une loi sur la socialisation et travaille au Comité exécutif central du parti communiste.
Le 25 avril 1918 à la réunion d'organisation du Comité central il est élu président du Présidium du Comité central du parti communiste. Il forme la Division Centrale des détachements de combat et des détachements partisans. Le 6 juillet 1918, les révoltes du parti socialiste révolutionnaire contre les bolcheviks ont commencé. Le 7 juillet 1918 le parti communiste de l'Union soviétique et le parti socialiste révolutionnaire se sont séparées. Ils se sont dissociés des événements de Moscou et ont appelé à la coopération avec les bolcheviks. Le 27 novembre 1918, la Tcheka a examiné le cas du complot du Comité central contre le pouvoir soviétique et la révolution. Sur les 14 personnes inculpées, seuls Maria Spiridonova et Iouri Sabline (1897-1937) étaient présents, les autres, y compris Kamkov, étaient en fuite. Le tribunal a condamné 10 personnes, dont Kamkov, à une peine d'emprisonnement, assortie d'un travail obligatoire de trois 3 ans.
En décembre 1918 il est en Lituanie et devient l'un des leaders du parti communiste ukrainien. En janvier 1920 il est arrêté à Moscou. Il est libéré en mai. En février 1921, il est de nouveau arrêté. Selon les mémoires de ses compagnons de cellule, Kamkov était convaincu que la dictature des bolcheviks était condamnée, que la lutte des socialistes-révolutionnaires de gauche resterait dans la mémoire des générations.
En 1923; il est exilé à Tcheliabinsk, puis à Tver et passe deux ans en prison. Depuis 1933 en exil à Arkhangelsk.
Dans le cadre des Grandes Purges, il est à nouveau arrêté en février 1937. Il est condamné à mort par la Cour suprême de l'URSS et fusillé le 29 août 1938 dans la région de Moscou. Il est réhabilité le 27 avril 1992.